# Connection Machine

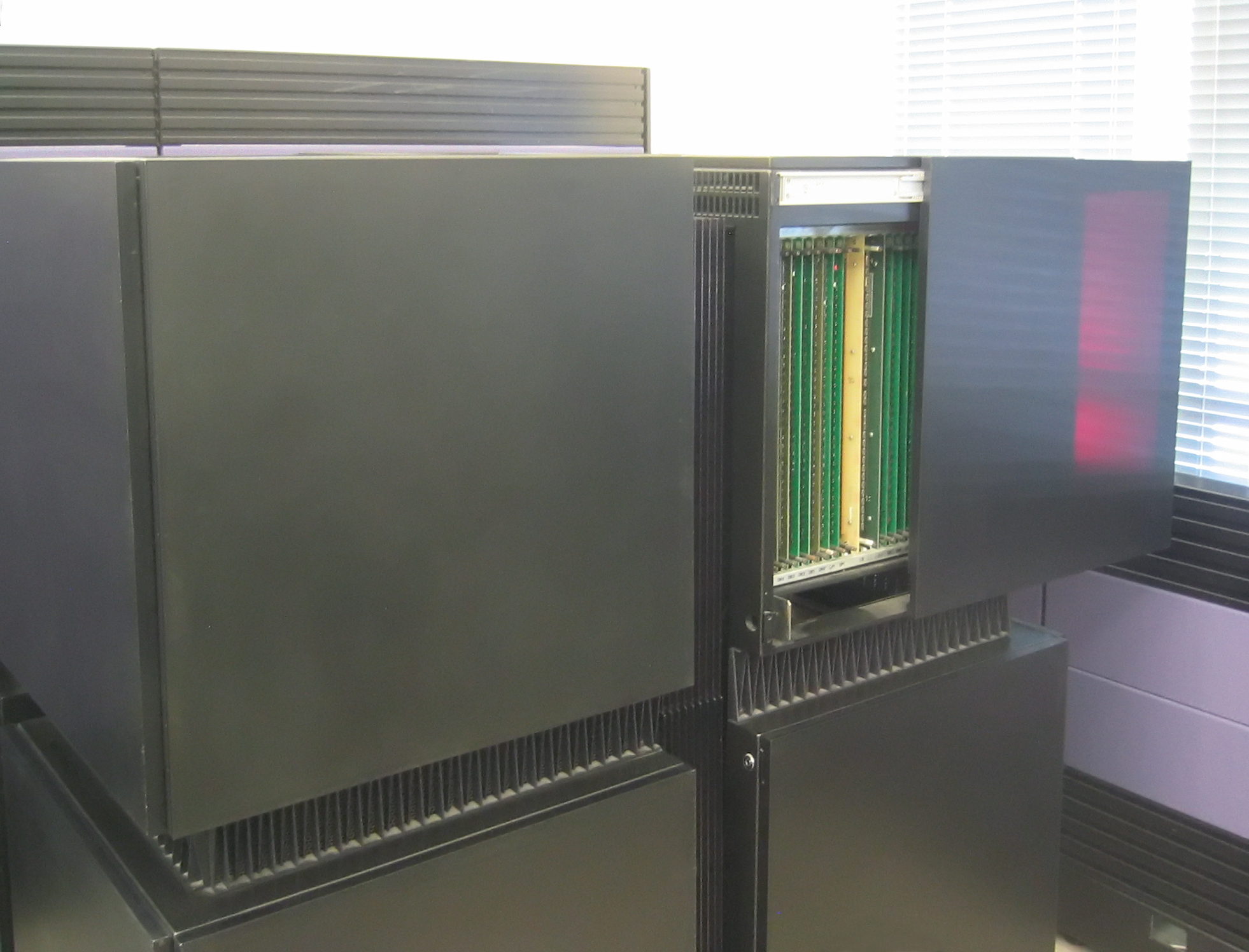
Thinking Machines CM-1 в Музее компьютерной истории в Маунтин-Вью. Одна из лицевых панелей частично снята, чтобы показать печатную плату внутри корпуса.

Connection Machine — семейство суперкомпьютеров, выпускавшихся американской компанией Thinking Machines. Машины создавались на основе исследовательских работ Денни Хиллиса в начале 1980-х годов в МТИ в области вычислительных архитектур альтернативных традиционной архитектуре фон Неймана. Изначально планировалось, что Connection Machine будут применяться в задачах связанных с искусственным интеллектом и обработке символьной информации, но поздние версии получили наибольший успех в области вычислительных наук.

## Основа
Оригинальная диссертация Денни Хиллиса, на которой был основан компьютер CM-1, называлась The Connection Machine (рус. Соединяющая машина). Она была напечатана в 2005 году издательством МТИ в серии MIT Press Series in Artificial Intelligence (ISBN 0-262-08157-1). В книге дается общее представление о философии, архитектуре и программном обеспечении Connection Machine, включая описание маршрутизации данных между процессорными узлами, управления памятью, программирования на Лиспе для машин с параллельной архитектурой и т. д.

## История
В 1983 году Денни Хиллис и Шерил Хэндлер основали компанию Thinking Machines в Уолтхэме (Массачусетс, США) (позднее переместилась в Кембридж (Массачусетс, США)) и собрали команду для разработки Connection Machine CM-1. Это была скомпонованная в гиперкуб система с массовым параллелизмом, состоящая из тысяч микропроцессоров, каждый со своей собственной ОЗУ ёмкостью в 4 Кбит, которые совместно исполняли команды, как это происходит в SIMD-архитектуре. CM-1, в зависимости от конфигурации, мог иметь до 65 536 процессоров. Каждый отдельный процессор был предельно прост и обрабатывал 1 бит за раз.
CM-1 и CM-2 имели форму куба с длиной стороны 1,5 метра, разделённого на 8 меньших равных кубов. Каждый меньший куб содержал 16 печатных плат и основной процессор, называемый секвенсором (задатчиком последовательности). Каждая печатная плата содержала 32 микросхемы. Каждая микросхема содержала канал связи, называемый маршрутизатором, 16 процессоров и 16 ОЗУ. CM-1 в целом имела коммуникационную сеть с топологией гиперкуба, основную ОЗУ и процессор ввода-вывода. Всё было подключено к коммутационному устройству, называемому нексус (англ. nexus).
Для повышения конкурентоспособности, в CM-2, запущенную в 1987 году, добавили сопроцессор Weitek 3132 для вычислений с плавающей запятой и увеличили ёмкость системной ОЗУ. 32 из первоначальных 1-битных процессоров совместно использовали каждый процессор для вычислений с плавающей запятой. CM-2 могла иметь конфигурацию до 512 МБ ОЗУ и RAID-массив из жёстких дисков, названный DataVault, емкостью до 25 ГБ.
Также было выпущено 2 более поздних варианта CM-2: малая CM-2a с 4096 или 8192 1-битными процессорами, и более быстродействующая CM-200.
Вследствие изначальной ориентации на исследования в области искусственного интеллекта, программное обеспечение для 1-битных процессоров CM-1/2/200 создавалось под влиянием языка программирования Lisp и компилятор одной из версий Common Lisp, *Lisp (произносится как Star-Lisp), был реализован для CM-1. Другие изначально реализованными языками были IK Карла Симса и URDU Клиффа Лассера. Большинство системных программных утилит для CM-1/2 было написано на *Lisp.
С CM-5, анонсированной в 1991 году, Thinking Machines перешли от гиперкубической архитектуры простых процессоров CM-2 к полностью новой MIMD-архитектуре, основанной на сети с топологией fat tree из процессоров Sun SPARC микропроцессорной архитектуры RISC, каждый из которых имел пиковую производительность 128 Мфлопс. Первый экземпляр машины с 1024 процессорами, установленный в феврале 1992 года в Лос-Аламосской национальной лаборатории, показал производительность 59,7 Гфлопс на тесте LINPACK и занял первое место в первом списке TOP500 за июнь 1993 года. В ноябре того же года он потерял первенство, когда в список были включены японские суперкомпьютеры. Несмотря на это 5 систем из первой десятки ноябрьского списка были системы на базе CM-5.
В более поздней CM-5E процессоры SPARC были заменены на более быстрые SuperSPARC.

## Внешнее оформление
Серия Connection Machine запомнилась своим ошеломляющим внешним дизайном. Команду по разработке оформления CM-1 и CM-2 возглавляла Тамико Тиль. Физически корпус CM-1, CM-2 и CM-200 имеет форму куба, состоящего из меньших кубов, напоминая о внутренней 12-мерной гиперкубической сети, с красными мерцающими светодиодами состояния процессоров, свет которых виден сквозь дверцу каждого из кубов.
Корпус CM-5 спереди имел очертания лестницы и также имел большие панели красных мерцающих светодиодов. Возможно именно благодаря своему дизайну CM-5 была показана в фильме «Парк юрского периода» в комнате управления островом (вместо суперкомпьютера Cray X-MP, как в романе). Одним из разработчиков дизайна CM-5 была известный скульптор и архитектор Майя Лин.